# Haus Heck aus Friedensdorf

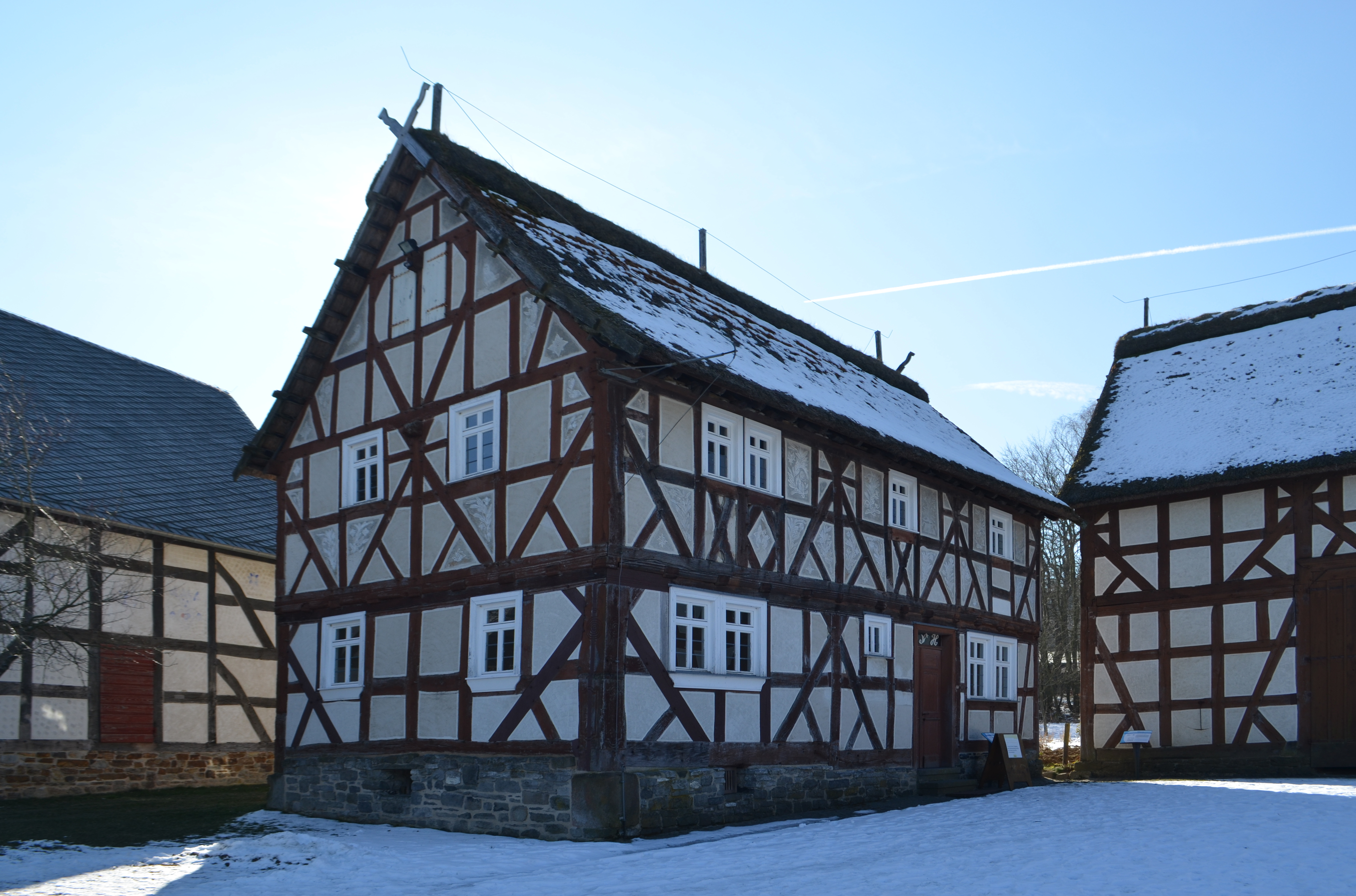
Haus Heck aus Friedensdorf

Dreiseithof aus Friedensdorf

Das Haus Heck aus Friedensdorf ist ein denkmalgeschütztes Wohnhaus aus Friedensdorf, das in den Hessenpark bei Neu-Anspach transloziert wurde. Es bildet dort das Haupthaus eines Dreiseithofes.

## Geschichte des Hauses
Das 1789 erbaute ehemalige Wohnstallhaus mit zwei Stockwerken war in Friedensdorf Teil eines Dreiseithofes. Bauherr war Johann Ludwig Heck, der Landwirt und Schreiner war. Bis 1860 bestand die Schreinerei im ehemaligen Stallteil des Hauses. Auch sein Sohn Johannes Heck wurde Möbelschreiner. Handwerklich und künstlerisch wertvolle Stücke aus seiner Werkstatt befinden sich im Museum für Kulturgeschichte im Marburger Landgrafenschloss.
1979 wurde das Haus in Friedendorf abgebaut und im Hessenpark eingelagert. Von 1985 bis 1987 wurde das Haus im Hessenpark als Teil der Baugruppe H – Mittelhessen neu errichtet. Von besonderem Interesse war der mehr als 100 Jahre alte Kratzputz, der von Weißbindermeister Johannes Donges aus Holzhausen gefertigt worden sein soll.
Nach 30 Jahren wurde eine aufwendige Sanierung notwendig. Nachdem diese im November 2021 abgeschlossen war, wurde das Ausstellungshaus neu eröffnet. Im Haus befindet sich die Dauerausstellung „Bei Hecks zu Hause“, die den Alltag einer Schreinerfamilie um das Jahr 1840 zum Thema hat. 

## Beschreibung des Hauses
Das zweistöckige Fachwerkhaus ist auf einem Sockel aus Bruchsteinmauerwerk errichtet. Im Erdgeschoss fand sich rechts der Stall bzw. Schreinerei und links die Stube, unter der der Vorratskeller lag. Das Sichtfachwerk zeigt Andreaskreuze und Rauten. Der landestypische Kratzputz schmückt die Gefache der Eingangsseite und des Straßengiebels im oberen Stockwerk.